# Artesian
Artesian – miasto w Stanach Zjednoczonych, w stanie Dakota Południowa, w hrabstwie Sanborn.